# Pantano Torrente Molina
Pantano Torrente Molina este o arie protejată (arie specială de conservare — SAC, sit de importanță comunitară — SCI) din Italia întinsă pe o suprafață de 177 ha, integral pe uscat.

## Localizare
Centrul sitului Pantano Torrente Molina este situat la coordonatele 41°37′36″N 14°19′31″E / 41.626667°N 14.325278°E.

## Înființare
Situl Pantano Torrente Molina a fost declarat sit de importanță comunitară în septembrie 1995 pentru a proteja 14 specii de animale. Situl a fost protejat și ca arie specială de conservare în martie 2017.

## Biodiversitate
Situată în ecoregiunea mediteraneană, aria protejată conține 1 habitat natural: Galerii de Salix alba și de Populus alba.
La baza desemnării sitului se află mai multe specii protejate:
- păsări (13): uliu păsărar (Accipiter nisus), stârc cenușiu (Ardea cinerea), șorecarul comun (Buteo buteo), barză albă (Ciconia ciconia), erete de stuf (Circus aeruginosus), erete vânăt (Circus cyaneus), botgros (Coccothraustes coccothraustes), ciocănitoare pestriță mare (Dendrocopos major), presură de grădină (Emberiza hortulana), gaia neagră (Milvus migrans), gaia roșie (Milvus milvus), viespar (Pernis apivorus), nagâț (Vanellus vanellus)
- nevertebrate (1): Osmoderma eremita

Pe lângă speciile protejate, pe teritoriul sitului au mai fost identificate 1 specie de plante.